# Brusselse gewestverkiezingen 2009/Kandidatenlijst/PS
Dit is de kandidatenlijst van de PS voor de Brusselse gewestverkiezingen van 2009. De verkozenen staan vetgedrukt.

## Effectieven
1. Charles Picqué
2. Françoise Dupuis
3. Emir Kir
4. Caroline Désir
5. Rudi Vervoort
6. Eric Tomas
7. Fadila Laanan
8. Mohamed Daif
9. Michèle Carthé
10. Sfia Bouarfa
11. Philippe Close
12. Julie Fiszman
13. Rachid Madrane
14. Isabelle Emmery
15. Willy Decourty
16. Véronique Jamoulle
17. Grégor Chapelle
18. Cathy Marcus
19. Jamal Ikazban
20. Fatiha Saïdi
21. Jean-Pierre Van Gorp
22. Nadia El Yousfi
23. Bea Diallo
24. Anne Broché
25. Mohamed Azzouzi
26. Chantal De Saeger
27. Ahmed El Ktibi
28. Souad Razzouk
29. Emin Özkara
30. Nicole Bomele Nketo
31. Carlo Luyckx
32. Anne Swaelens
33. Michel Moock
34. Bernadette Gennotte
35. Abdallah Boustani
36. Pascale Scheers
37. Yonnec Polet
38. Renée Christoffel-De Vos
39. Gérald Moeremans
40. Laetitia Kalimbiriro
41. Fabrizio Bucella
42. Yasmina Nekhoul
43. Mohammed Errazi
44. Florence Lepoivre
45. Mohamed Lahlali
46. Sigrid Jourdain
47. Mounir Laarissi
48. Isabelle Fontaine
49. Jean Spinette
50. Martine Barbé
51. Ahmed Laaouej
52. Ariane Herman
53. Pierre Kompany
54. Myriem Amrani
55. Ibrahim Dönmez
56. Anastasia Papadopoulos
57. Ahmed Ouartassi
58. Anne-Françoise Martens
59. Amet Gjanaj
60. Catherine Werts
61. Hava Ardiclik
62. Brigitte Roefs
63. Abobakre Bouhjar
64. Clara Quaresmini
65. Mado Mfuni Lukanda
66. Thierry Van Campenhout
67. Talbia Belhouari
68. Julien Uyttendaele
69. Jean Demannez
70. Mohamed Ouriaghli
71. Karine Lalieux
72. Freddy Thielemans

### Opvolgers
1. Alain Hutchinson
2. Anne-Sylvie Mouzon
3. Olivia P'tito
4. Mohammadi Chahid
5. Catherine Moureaux
6. Christian Magérus
7. Karim Chetioui
8. Aline Kahn
9. Pierre Lardot
10. France Marage
11. Sevket Temiz
12. Sonia Lhoest
13. Christine Rouffin
14. Josette Duchaine
15. Henri Simons
16. Alain Leduc